# Libochovka (přírodní rezervace)
Libochovka je přírodní rezervace v Ševětínské vrchovině čtyři kilometry severovýchodně od Hluboké nad Vltavou. Nachází se v katastrálním území Hluboká nad Vltavou nad pravým (východním) břehem Hněvkovické nádrže v nadmořské výšce 380–524 metrů. Zahrnuje nivu potoka Libochovka a masiv Hradce, na kterém je pravěké hradiště Hradec u Dobřejovic. Byla vyhlášena v roce 2013. Rozkládá se na ploše 77,63 ha. Téměř celá rezervace leží v oplocené Poněšické oboře. Zároveň náleží do ptačí oblasti č. 36 a do území evropsky významné lokality Hlubocké obory v rámci soustavy chráněných území Natura 2000.
Předmětem ochrany je les směřující k pralesu s bohatým výskytem pérovníku pštrosího. Masiv Hradce pokrývá lipová bučina, v níž se poměrně hojně vyskytuje lýkovec jedovatý, v bylinném patře rostou kyčelnice cibulkonosná, pstroček dvoulistý, orsej jarní, řeřišničník písečný, dřípatka horská či rulík zlomocný. Podél Libochovky jsou vyvinuty jasanovo-olšové luhy, v bylinném patře převažují vlhkomilné lesní druhy např. orsej jarní, sasanka hajní, mokrýš střídavolistý. Ve velkém množství roste v nivě chráněný pérovník pštrosí. V lesích PR Libochovka je prokázána přítomnost dvouhrotce zeleného, což je epifyt na borce listnatých stromů (dub, olše, osika, buk, lípa).

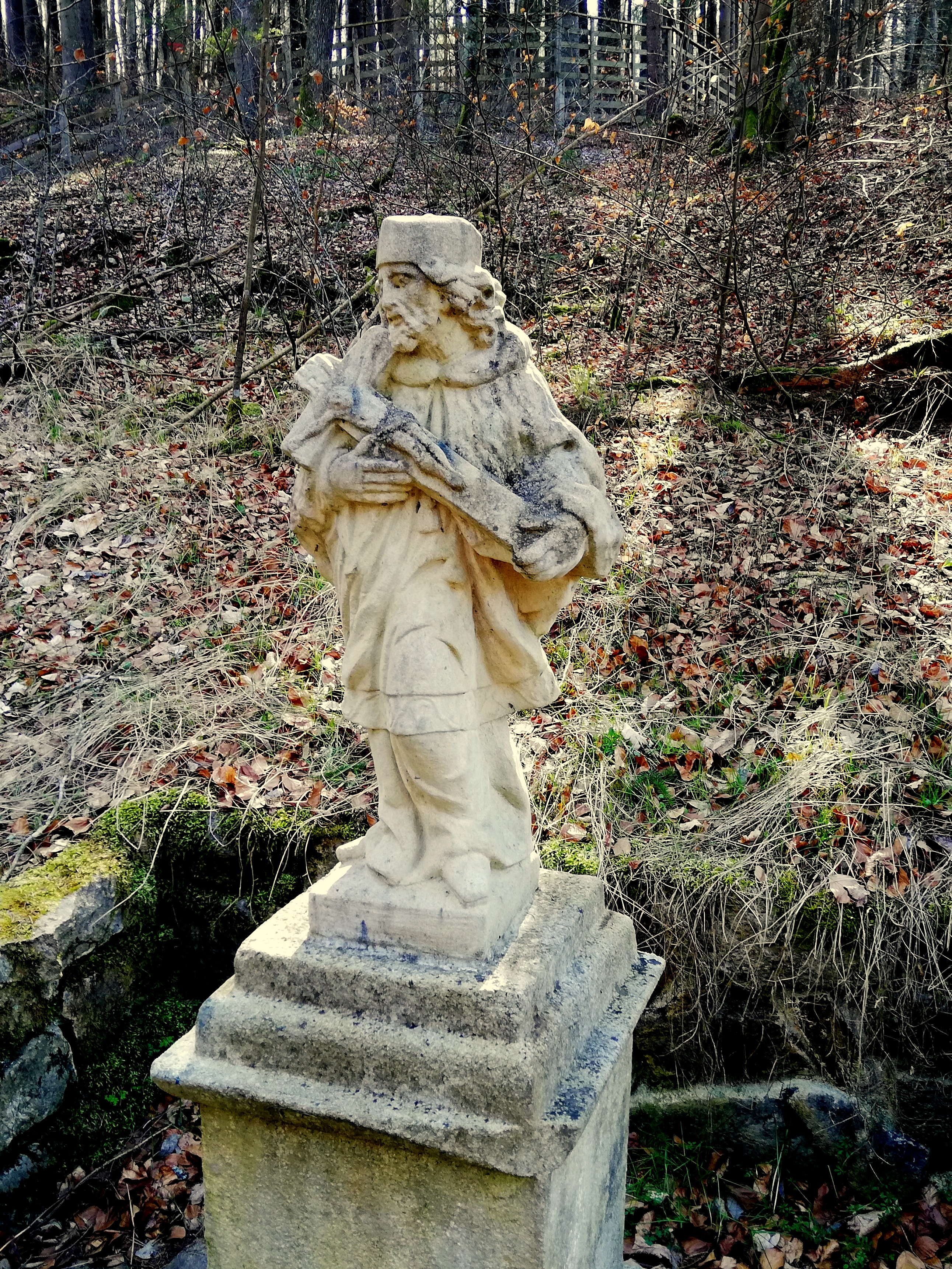
Socha svatého Jana Nepomuckého při ústí Libochovky do Vltavy